# 鷹岬諒
鷹岬 諒（たかみさき りょう、1963年8月14日 - ）は、日本の漫画家。男性。茨城県土浦市出身。土浦第一高等学校、名古屋大学卒業。
趣味はモータースポーツと格闘技観戦。また、大の動物好きである。漫画家でデビューできなければ、生命保険会社に就職することになっていた。口蓋垂が2つある。

## 作品リスト

### 連載作品
- ハンディ99（少年画報社、『ヤングキング』）
- チャージャー500（少年画報社、『ヤングキング』）
- ザ・キング・オブ・ファイターズ '94 外伝（新声社、『コミックゲーメスト』）
- ザ・キング・オブ・ファイターズ G（ギガ）（新声社、『コミックゲーメスト』）
- ロックマンエグゼ（小学館、『月刊コロコロコミック』）
- 爆釣伝説KANATA（小学館、『別冊コロコロコミック』[注 1]）
- 機動戦士ガンダムAGE 〜クライマックスヒーロー〜（小学館、『月刊コロコロコミック』）
- ももいろ討鬼伝 モモタロウくん（小学館、『別冊コロコロコミック』）
- テンカイナイト（小学館、『コロコロイチバン!』）
- 劇場版ポケットモンスター キミにきめた!（小学館、『マンガワン』）

### 読みきり・短期連載
- 風の黄金郷（少年KING）
- ロード&スター（白泉社、『ヤングアニマル』2000年12号 - 13号）
- ゴジラ×メガギラス G消滅作戦（小学館、『別冊コロコロコミック』2000年12月号）
- 劇場版ポケットモンスター ダイヤモンド&パール ディアルガVSパルキアVSダークライ（小学館、『月刊コロコロコミック』2007年4月号 - 7月号）
- 流星のロックマン3（小学館、『月刊コロコロコミック』2008年12月号 - 2009年1月号）
- デュエル・マスターズNEX（小学館、『別冊コロコロコミック』2009年10月号 - 11月号）
- 仮面ライダーフォーゼ（小学館、『別冊コロコロコミック』2012年2月号 - 4月号、『てれびくん』2012年8月号）
- ロックマン11 運命の歯車!!（小学館、『コロコロアニキ』2018年秋号）